# Acisoma
Acisoma es un pequeño género de libélulas de la familia Libellulidae. Contiene sólo tres especies:
- Acisoma panorpoides Rambur, 1842[2]
- Acisoma trifidum Kirby, 1889[3]
- Acisoma attenboroughi - Denominada así en honor de David Attenborough en su 90 cumpleaños.[4]